# Пино, Кристиан
Кристиа́н Пино́ (фр. Christian Pineau; 14 октября 1904 — 5 апреля 1995) — французский политический и государственный деятель, писатель. Министр снабжения (1945), министр финансов и экономических дел (1947), министр общественных работ (1948—1950), министр иностранных дел (1956—1958).

## Биография
Сын Поля Пино и Сюзанны Болан (Suzanne Boland). Окончил юридический факультет Эльзасской школы и Свободную школу политических наук.
В 1926—1928 годах работал в Банке Франции, позднее — в Banque de Paris et des Pays-Bas. Был активистом профсоюзного движения — с 1936 по 1939 год являлся заместителем председателя Союза банковских служащих, входившего во Всеобщую конфедерацию труда. После капитуляции Франции в 1940 году присоединился к движению Сопротивления, стал одним из создателей подпольной сети Libération-Nord. В 1942 году совершил поездку в Лондон, где лично познакомился с лидером «Сражающейся Франции» генералом Де Голлем и встречался с эмигрантами из числа французских социалистов, способствовал признанию Де Голля социалистами. В 1943 году совершил вторую поездку в Лондон, но по возвращении был арестован гестапо. Содержался в нескольких концлагерях, в том числе в Бухенвальде, откуда был освобождён американскими войсками в апреле 1945 года.
В 1945 году вошёл в число сподвижников видного социалиста Ги Молле, инициировал в Учредительном собрании предложение по национализации банков, стал министром продовольствия.
С 1945 по 1958 год — депутат Национального собрания Франции от департамента Сарта.
В 1947—1948 годах — министр общественных работ и транспорта Франции в правительствах Шумана и Андре Мари.
В 1948—1950 годах — министр общественных работ, транспорта и туризма Франции в правительствах Анри Кёя и Жоржа Бидо.
С 1955 по 1973 год — депутат генерального совета департамента Сарта.
В 1956—1958 годах являлся министром иностранных дел Франции в трёх правительствах — Молле, Буржес-Монури и Гайяра. Выступал за предоставление независимости Марокко и Тунису, участвовал в подготовке франко-британско-израильской экспедиции в зону Суэцкого канала в 1956 году.
4-5 мая 1956 года Пино участвовал в переговорах о территориальной принадлежности Саара, в соответствии с которыми территория должна была вернуться в состав ФРГ политически 1 января 1957 года, а экономически — три года спустя. Франция получала в качестве компенсации право добыть до 1980 года 66 млн тонн угля в саарских шахтах и получить репарации в объёме 3 млрд французских франков. Кроме того, обе страны решили совместно профинансировать работы по переносу устья Мозеля при впадении в Рейн из Тьонвиля в Кобленц. На референдуме 23 октября 1956 года большинство жителей региона проголосовали за воссоединение с Германией, 27 октября было подписано завершающее франко-германское соглашение, урегулировавшее технические детали договорённости. 12 декабря 1956 года Национальная ассамблея Франции ратифицировала договоры большинством 354 голоса против 225, а 14 декабря бундестаг — единогласно.
В 1957 году подписал от Франции Римский договор, заложивший основы Европейского экономического сообщества.
Президент и генеральный директор France-Villages и France-Motels (1963—1970).
Получил и литературную известность, в основном благодаря автобиографическим романам Mon cher député (в переводе с фр. — «Мой дорогой депутат», 1959) и L’escalier des ombres (в переводе с фр. — «Лестница теней», 1963), посвящённых периоду оккупации Франции.

## Семья
Кристиан Пино был трижды женат:
- от Надин Дезоне-де-Гермакер (Nadine Desaunais de Guermaquer) у него было четверо детей: Клод, Ален, Бертран и Жильбер;
- от Арлетт Бонамур-дю-Тартр (Arlette Bonamour du Tartre) — дочери Даниель и Франсис;
- от Бланш Блуа (Blanche Bloys) — Флоранс.

## Труды
- SNCF и виды французского транспорта (La S.N.C.F. et les transports français; Paris, S.E.P.E., 1950)
- Мой дорогой депутат (Mon cher député; Paris: R. Julliard, 1959)
- Простая истина, взгляд на период 1940−1945 (La Simple Vérité, regard sur la période 1940−1945; Paris: R. Julliard, 1960)
- Лестница теней (L’Escalier des ombres; Paris: R. Julliard, 1963)
- Никита Сергеевич Хрущёв (Nikita Sergueevitch Khrouchtchev; Paris: Perrin, 1965)
- 1956, Суэц (1956, Suez; Paris: Laffont, 1976)
- Большое пари: приключение с Римским договором (Le Grand Pari: l’aventure du Traité de Rome (avec Christiane Rimbaud); Paris: Fayard, 1991)

Книги для детей
- Сказки неизвестных времён (Contes de je ne sais quand[6]; éditions Hachette, collection Idéal-Bibliothèque, 1952
- Пёрышко и Лосось (Plume et le Saumon; Hachette, coll. Idéal-Bibliothèque, 1954)
- Медведица с зелёными лапами (L’Ourse aux pattons verts; Hachette, coll. Idéal-Bibliothèque, 1956)
- Таинственный Корнерусс (Cornerousse le mystérieux; Hachette, coll. Idéal-Bibliothèque, 1957)
- Истории леса Берсе[фр.] (Histoires de la forêt de Bercé; Hachette, coll. Idéal-Bibliothèque, 1958)
- Планета потерявшихся детей (La Planète aux enfants perdus; Hachette, coll. Idéal-Bibliothèque, 1960)
- Классики и мяч (La Marelle et le Ballon; Hachette, coll. Idéal-Bibliothèque, 1962)
- Глупый зверь (La Bête à bêtises; Hachette, coll. Idéal-Bibliothèque, 1965)
- Король-маг и Пер Ноэль (Le Roi mage et le Père Noël; Hachette, coll. Idéal-Bibliothèque, 1968)
- Волк и труба (Le Loup et la Trompette; Hachette, coll. Idéal-Bibliothèque, 1972)

## Переводы на русский язык
В 1959 году вышел по-русски сборник сказок Пино, включая сказку "Пёрышко и лосось" (переизд.: 1983). Сказки в переводах Е. Бабун, С. Рудник, В. Мартынова и др. Иллюстрации Марианы Клузо.